# Estação Valdezarza

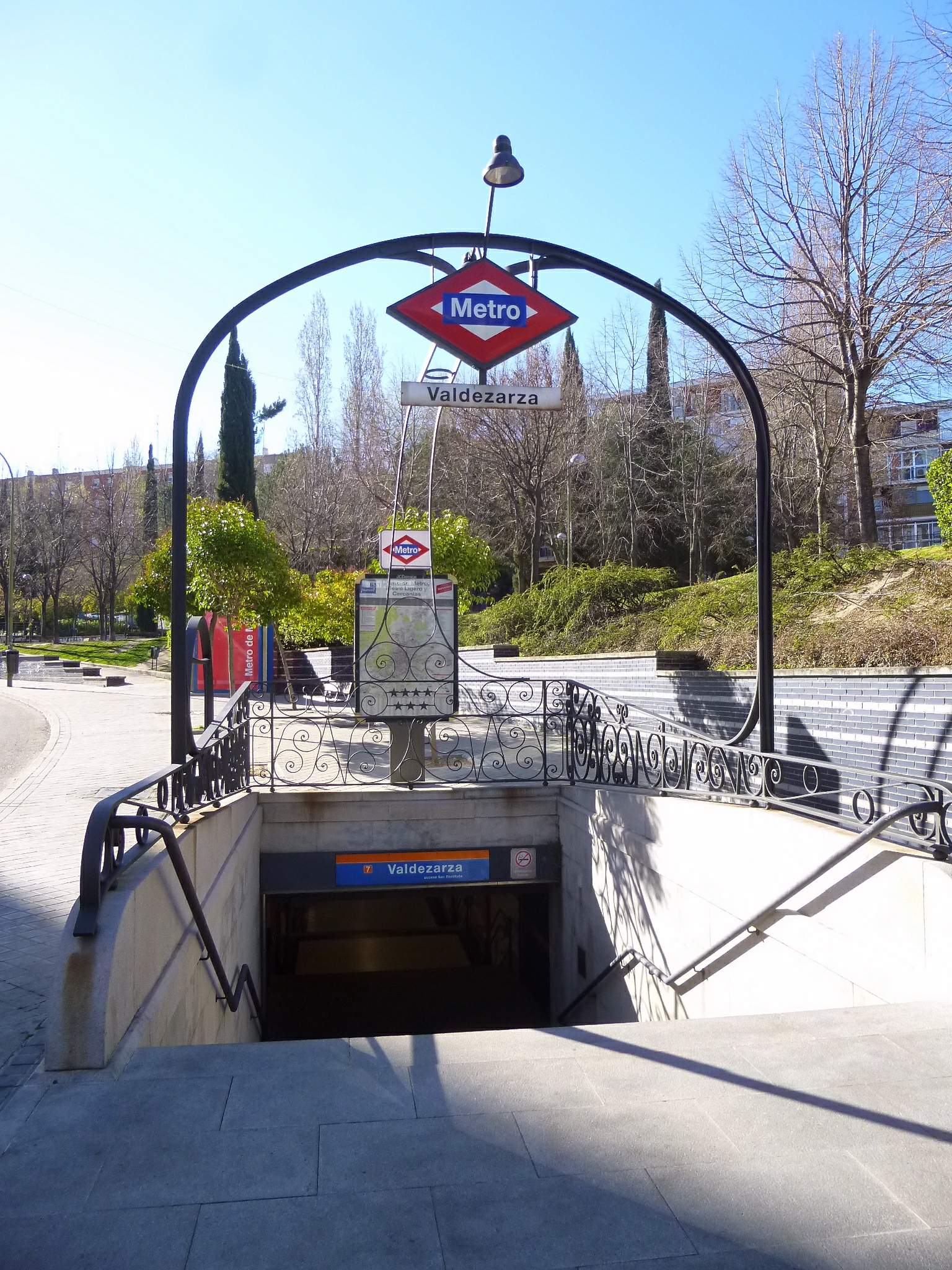
Acesso a estação

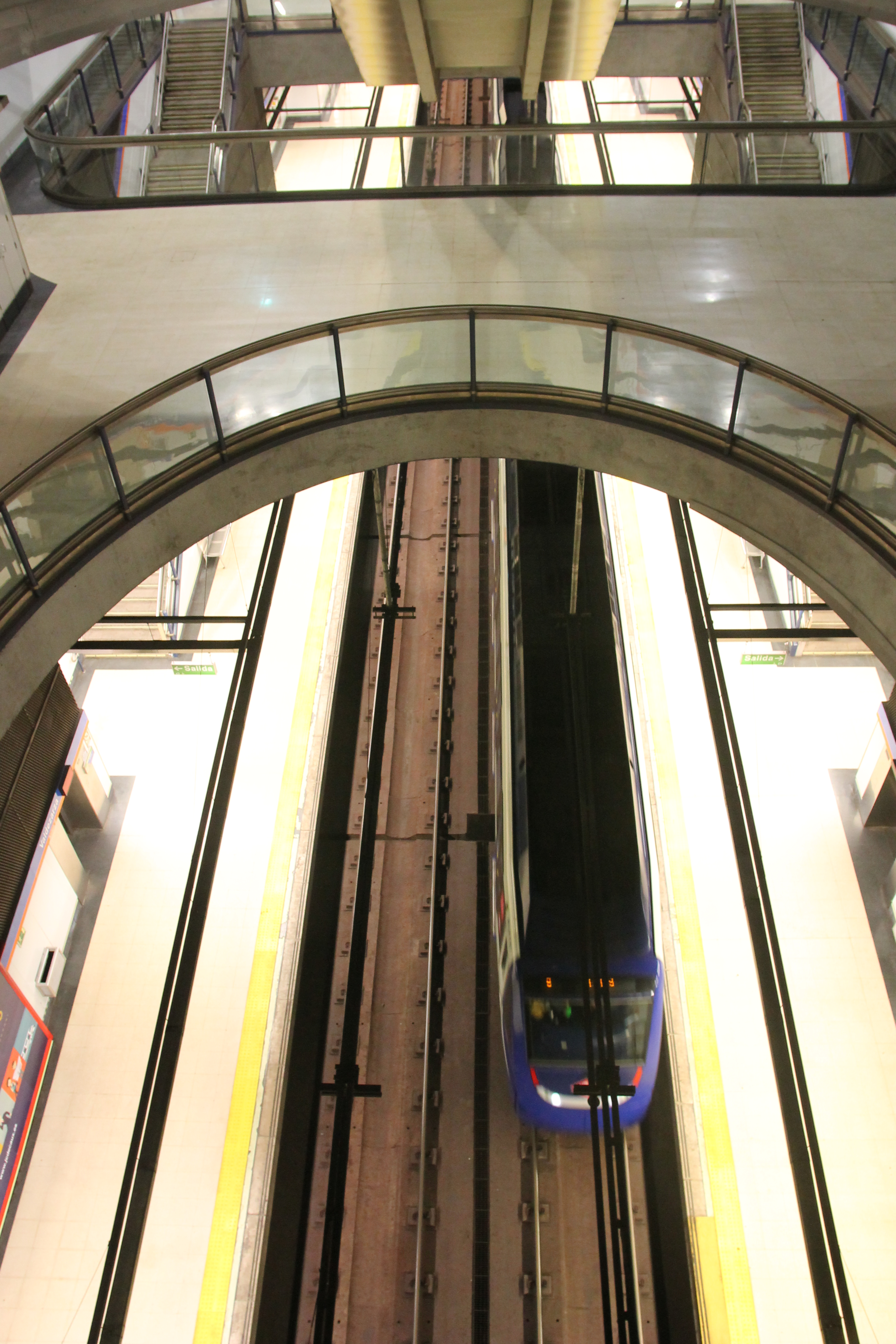
Plataforma de embarque

Valdezarza é uma estação da Linha 7 do Metro de Madrid.

## História
A estação abriu ao público em 12 de fevereiro de 1999, sendo a estação terminal da linha até 29 de março do mesmo ano, quando a linha foi estendida para a estação Pitis.